# ام‌سی‌جی+۰۴–۳۵–۰۱۶
ام‌سی‌جی+۰۴-۳۵-۰۱۶ یک کهکشان‌ است.